# Repbron Q’iswachaka
Repbron Q’iswachaka är en repbro i provinsen Canas, departementet Cusco, Peru.
Bron är 28 meter lång och 1,2 meter bred och helt konstruerad av rep av tvinnat gräs. Den spänner över Río Apurímac. Bron gör det möjligt för de fler än hundra invånarna i trakten  att ta sig över floden. Bron byggs ny i juni varje år, och den har fungerat i denna form med nybyggnad varje år i 500 år. Dev var en del av Qhapaq Ñan ("Andinska huvudvägen").
Vid den årliga ombyggnaden kommer omkring 700 människor från omgivningen från Huinchiri, Quehue, Choccayhua, Ccolana och Chaupibanda tillsammans. Kvinnorna tvinnar repen av gräs av arten Stipa ichu, och männen knyter repen och förbinder ravinens delar med en bro. Som slutpunkt välsignas bron av traditionella präster, och därefter hålls en fest. Bron anses vara den sista fungerande repbron i Inkariket och blev 2009 av Instituto Nacional de Cultura del Perú antaget som nationellt kulturarv.
I december 2013 blev kunskapen om, tillverkningsfärdigheterna och den årliga ombyggnadsritualen antagna av UNESCO som immateriellt kulturarv.

## Bildgalleri om ombyggnad av Q’iswachaka

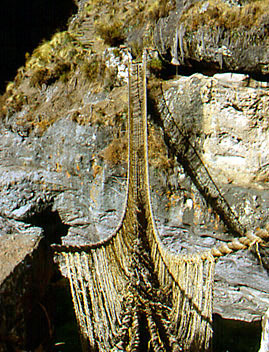
Försjunkning av den gamla bron efter ett år (Slide show)
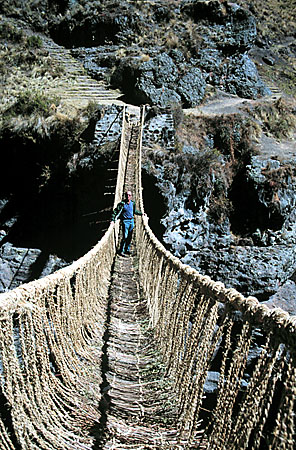
Den nya brons spänst
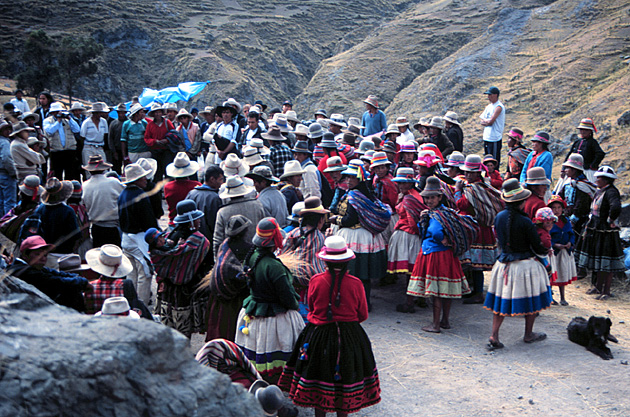
Samling av arbetskraft för ombyggnad
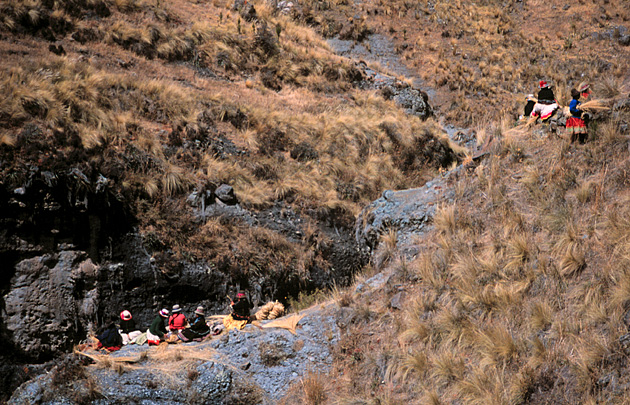
Tillverkning av rep
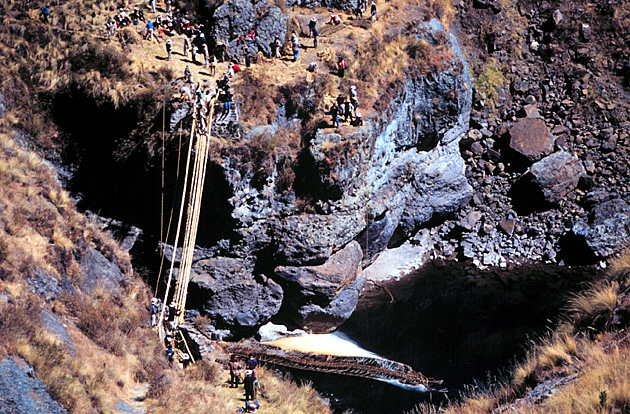
De bärande repen och ledstångsrepen på plats
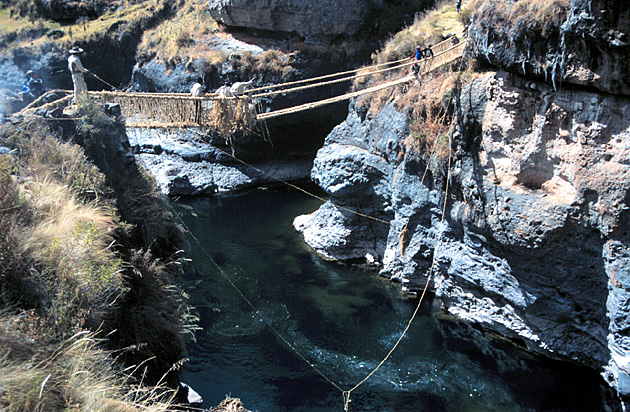
Sträckning av ledstångsrepen
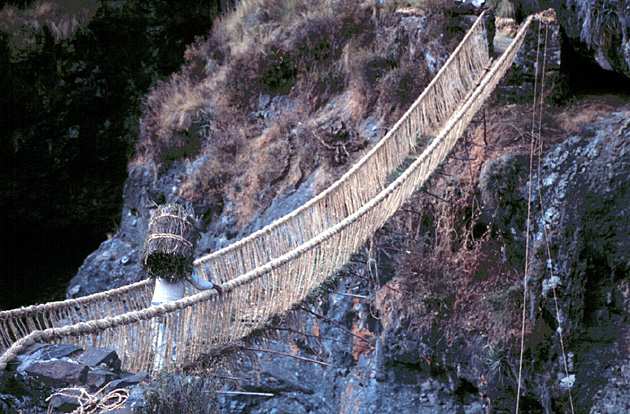
Mattrullar bär ut för brons däck
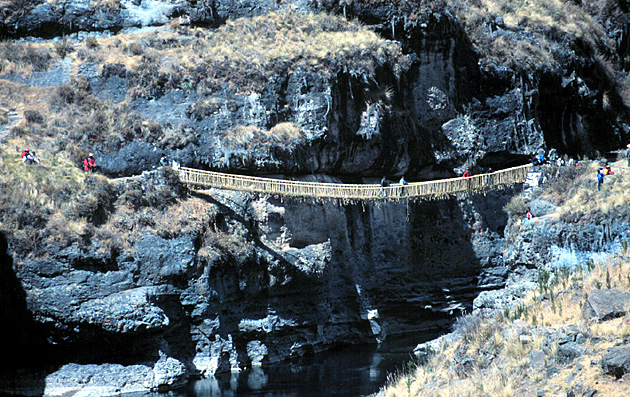
Den färdiga nya bron

## Film
- Die Brücke aus Gras, Dokumentarfilm im Auftrag des SDR, 45 Minuten, 1979